# تشارلز رودس سميث
تشارلز رودس سميث هو قاضي وسياسي كندي، ولد في 20 مارس 1896، وتوفي في 30 سبتمبر 1993. انتخب عضو المجلس التنفيذي لمانيتوبا ‏.